# NGC 2480
NGC 2480 è una galassia a spirale barrata situata nella costellazione dei Gemelli, a una distanza di circa 122 milioni di anni luce dalla nostra Via Lattea.

## Scoperta
La galassia è stata scoperta il 1 febbraio 1856 dall'astronomo irlandese R. J. Mitchell.

## Descrizione
NGC 2480 presenta una larga riga a 21 cm dell'idrogeno neutro. Sembra essere anche un attivo centro di formazione stellare.

## Gruppo di UGC 4054
NGC 2480 fa parte di un piccolo gruppo di galassie composto da tre membri, il Gruppo di UGC 4054. UGC 4054 è la galassia di dimensioni maggiori, ma non la più luminosa. L'altra galassia del trio è NGC 2481.
NGC 2480 e NGC 2481 formano una coppia di galassie che sono probabilmente in interazione gravitazionale. Sono infatti separate da una breve distanza, anche se nelle immagini non si vedono segni di deformazione reciproca.